# Martin Zingsheim

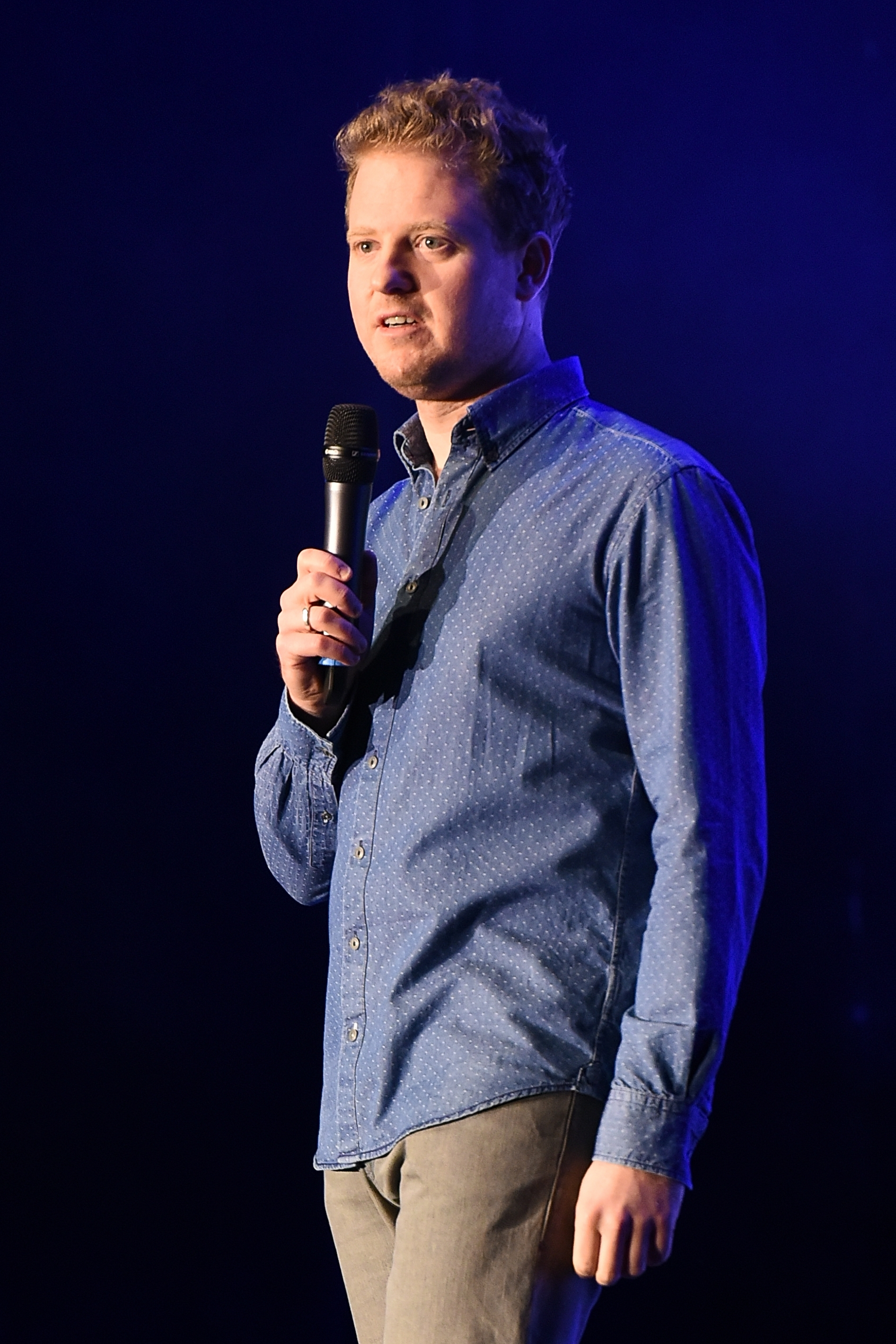
Martin Zingsheim bei Tegtmeiers Erben 2015

Martin Zingsheim (* 2. März 1984 in Köln) ist ein deutscher Kabarettist und Musiker.

## Leben
Martin Zingsheim studierte von 2005 bis 2010 Musikwissenschaft, Theater-, Film- und Fernsehwissenschaft und Philosophie an der Universität zu Köln und promovierte über Karlheinz Stockhausens Intuitive Musik. Von 2006 bis 2010 arbeitete er als Pianist, Darsteller, Sänger und Komponist für das Kabarettprogramm Bundeskabarett mit über 100 bundesweiten Aufführungen.
2011 trat er erstmals mit seinem Solo-Programm auf und im Oktober 2011 erhielt er drei Kleinkunstpreise in drei Tagen.
Seit 2017 moderiert er im DLF die Sendung Zingsheim braucht Gesellschaft, in der Kabarett, Politik und Musik aufeinandertreffen.
Zingsheim ist verheiratet und hat vier Kinder.

## Programme
- Opus Meins – Kabarett und Zukunftsmusik (7. April 2011, Erstes Kölner Wohnzimmertheater)
- Gottes Werk und Martins Beitrag – Kabarett. Klavier. Weihnachtlicher Jahresrückblick (27. November 2012, Ateliertheater, Köln)
- kopfkino (1. Oktober 2014, Lach- und Schießgesellschaft, München)
- Martin Zingsheim singt Lore Lorentz (29. März 2015, Kom(m)ödchen, Düsseldorf)
- heute ist morgen schon retro. best-of-konzert plus x (25. Oktober 2016, Senftöpfchen, Köln)
- Klassik Alaaf und Helau (16. Februar 2017, zusammen mit dem WDR Funkhausorchester)
- aber bitte mit ohne (15. Oktober 2017, Senftöpfchen, Köln)
- Ganz großes Kino (2, März 2018, WDR Funkhaus Köln, zusammen mit dem WDR Funkhausorchester)
- Ganz großes Kino. Comedy trifft Filmmusik (5. Oktober 2018, Pantheon-Theater Bonn, zusammen mit dem Prometheus-Streichquintett)
- New York – New Year (19. Januar 2019, WDR Funkhaus Köln, zusammen mit dem WDR Funkhausorchester)
- Corona-Kammermusik – Autokinokonzerte (28. Mai 2020, Cine Drive Mönchen-Gladbach, zusammen mit dem WDR Funkhausorchester)
- normal ist das nicht mit Claus Schulte (Schlagzeug) und Martin Weber (Geige, Gitarre), Premiere: 11. November 2021, Senftöpfchen, Köln.
- Zingsheim geht Gürzenich mit dem Gürzenich-Orchester Köln unter der Leitung von Enrico Delamboye, 29. Oktober 2023, Kölner Philharmonie[6]
- irgendwas mach ich falsch mit Claus Schulte (Schlagzeug) und Martin Weber (Geige), Premiere: 2. März 2024, Senftöpfchen, Köln
- Am laufenden Band - TV-Hits in concert mit dem WDR Funkhausorchester unter der Leitung von Enrico Delamboye, 28./29.11.2024, WDR Funkhaus, Köln

## Auszeichnungen und Preise
- 2011 Troubadour: Hauptpreis (1. Platz) und Publikumspreis
- 2011 Eschweiler Lok: 1. Platz
- 2012 Hallertauer Kleinkunstpreis: 1. Platz
- 2012 NDR Comedy Contest: 1. Platz
- 2013 Hamburger Comedy Pokal: Publikumspreis
- 2013 Chansongfest Heidelberg, Kategorie Lied mit einer besonderen Form: 1. Platz
- 2013 Bielefelder Kabarettpreis: 1. Platz Jury und Publikumspreis[7]
- 2013 Krefelder Krähe: 1. Platz
- 2013 St. Ingberter Pfanne: Hauptpreis
- 2014 Münsterländer Kabarettpreis „Der Kiep“
- 2014 Nachwuchspreisträger der Hanns-Seidel-Stiftung mit Präsentation bei Songs an einem Sommerabend[8]
- 2014 Jugend kulturell Förderpreis 2014 „Kabarett & Co“: Jurypreis und Publikumspreis in der Vorentscheidung Stuttgart[9]
- 2014 Lorscher Abt: 1. Platz Jury und Publikumspreis[10]
- 2014 Jugend kulturell Förderpreis 2014 „Kabarett & Co“: 1. Jurypreis im Finale[11]
- 2015 Deutscher Kleinkunstpreis: Förderpreis
- 2016 NDR Comedy Contest: 1. Platz
- 2016 Salzburger Stier[12]

## Veröffentlichungen
- Zum Aspekt des Raumes in Hans Tutschkus Distance liquide. GRIN Verlag 2010, ISBN  978-3-640-64964-8
- Der Titel ist egal. Roof Music 2013, ISBN 978-3-86484-058-6, Audio-CD
- Eltern haften an ihren Kindern. Roof Music 2016, Audio-CD[13]